# Tour de l'Avenir 1997
Le Tour de l'Avenir 1997, 34e édition de cette course cycliste française, a eu lieu du 4 au 13 septembre. Il a été remporté par le Français Laurent Roux.

## Palmarès
24 équipes de 6 coureurs participent à ce Tour de l'Avenir :
- 13 groupes professionnels : Once, Vlaanderen 2002, Euskaltel-Euskadi, Festina, Cofidis, TVM, La Française des jeux, Gan, BigMat-Auber 93, Post Swiss Team, Petroleo de Colombia, ZVVZ-Giant, Agro-Adler-Brandenburg ;
- 8 équipes nationales : Canada, Norvège, France, Pays-Bas, États-Unis, Autriche, Ukraine, Grande-Bretagne ;
- 2 clubs : Jean Floc'h-Mantes, Vendée U ;
- 1 équipe régionale : Bretagne.

## Résultats et classements

### Étapes
| Étape     | Date         | Ville départ        | Ville arrivée     | km    | Vainqueur              | Maillot Jaune          |
| --------- | ------------ | ------------------- | ----------------- | ----- | ---------------------- | ---------------------- |
| Prologue  | 4 septembre  | Ploudaniel          | Ploudaniel        | 5,7   | David Millar (GBR)     | David Millar (GBR)     |
| 1re étape | 5 septembre  | Ploudaniel          | Vannes            | 200   | Charles Guilbert (FRA) | Erwann Menthéour (FRA) |
| 2e étape  | 6 septembre  | Vannes              | Cholet            | 197   | Steven de Jongh (NED)  | Erwann Menthéour (FRA) |
| 3e étape  | 7 septembre  | Cholet              | Poitiers          | 167,5 | Jeremy Hunt (GBR)      | Erwann Menthéour (FRA) |
| 4e étape  | 8 septembre  | Prayssas            | Agen              | 28    | Erwann Menthéour (FRA) | Erwann Menthéour (FRA) |
| 5e étape  | 9 septembre  | Agen                | Montauban         | 143,5 | Anthony Morin (FRA)    | Erwann Menthéour (FRA) |
| 6e étape  | 10 septembre | Montauban           | Foix              | 176,5 | Damien Nazon (FRA)     | Erwann Menthéour (FRA) |
| 7e étape  | 11 septembre | Foix                | Plateau de Beille | 121,5 | Joona Laukka (FIN)     | Charles Guilbert (FRA) |
| 8e étape  | 12 septembre | Tarascon-sur-Ariège | Piau-Engaly       | 206   | Laurent Roux (FRA)     | Laurent Roux (FRA)     |
| 9e étape  | 13 septembre | Saint-Lary-Soulan   | Auch              | 99    | Jeremy Hunt (GBR)      | Laurent Roux (FRA)     |

### Classement général
|    | Cycliste             | Pays       | Équipe            |    | Temps            |
| -- | -------------------- | ---------- | ----------------- | -- | ---------------- |
| 1  | Laurent Roux         | France     | TVM               | en | 33 h 27 min 11 s |
| 2  | Kevin Livingston     | États-Unis | Cofidis           | +  | 57 s             |
| 3  | Lylian Lebreton      | France     | Festina           |    | 3 min 14 s       |
| 4  | Luis Pérez Rodríguez | Espagne    | Espagne           |    | 5 min 03 s       |
| 5  | Anthony Morin        | France     | Big Mat-Auber 93  |    | 5 min 28 s       |
| 6  | Niki Aebersold       | Suisse     | Post Swiss Team   |    | 7 min 44 s       |
| 7  | Stéphan Ravaleu      | France     | Big Mat-Auber 93  |    | 8 min 58 s       |
| 8  | Unai Etxebarria      | Venezuela  | Euskaltel-Euskadi |    | 9 min 27 s       |
| 9  | Rafael Díaz Justo    | Espagne    | Once              |    | 10 min 59 s      |
| 10 | Bingen Fernández     | Espagne    | Euskaltel-Euskadi |    | 11 min 34 s      |

### Classements annexes
|   | Cycliste        | Pays        | Équipe          | Points |
| - | --------------- | ----------- | --------------- | ------ |
| 1 | Jeremy Hunt     | Royaume-Uni | Grande-Bretagne |        |
| 2 | Steven de Jongh | Pays-Bas    | TVM             |        |
| 3 | Peter Wrolich   | Autriche    | Autriche        |        |

|   | Cycliste             | Pays    | Équipe  | Points |
| - | -------------------- | ------- | ------- | ------ |
| 1 | Patrice Halgand      | France  | Festina |        |
| 2 | Lylian Lebreton      | France  | Festina |        |
| 3 | Grzegorz Gwiazdowski | Pologne | Cofidis |        |

#### Classement par équipes
|   | Équipe            | Pays    | Temps      |
| - | ----------------- | ------- | ---------- |
| 1 | Once              | Espagne | en h min s |
| 2 | Euskaltel-Euskadi | Espagne | + min s    |
| 3 | Festina           | France  | + min s    |